# Sarah Brown
Sarah Joy Brown (Eureka, 18 febbraio 1975) è un'attrice statunitense.
Nota per i ruoli di Carly Corinthos e Claudia Zacchara in General Hospital, di Julia Morrisey Larrabee in Così gira il mondo, di Aggie Jones in Beautiful e di Madison James ne Il tempo della nostra vita.

## Biografia
Sarah Brown nasce ad Eureka in California dai genitori David e Pamela. La sua carriera nel mondo dello spettacolo inizia nel 1994 nella serie televisiva VR Troopers dove interpreta il ruolo di Kaitlin Star. Nel 1996 interpreta per tre episodi Heather nella seconda serie della fortunata saga dei Power Rangers intitolata Power Rangers: Zeo.
Nell'aprile 1996 entra nel cast della soap opera General Hospital dove sino al 2001 interpreta il ruolo di Carly Corinthos. Grazie a questo ruolo ha vinto tre Emmy Awards (nel 1997, 1998 e 2000) venendo, inoltre, nominata nel 1999 (anno in cui vinse Heather Tom, successivamente interprete di Katie Logan nella soap opera Beautiful).
Dopo aver lasciato General Hospital, Sarah compare come guest-star in numerose serie tv come Crossing Jordan, Senza traccia e Squadra Med - Il coraggio delle donne. Dal 2004 al 2005 interpreta il ruolo di Julia Larrabee Jackson nella soap opera Così gira il mondo. Nel 2005 entra nel cast della serie drammatica Cold Case ma vi rimane per soli cinque episodi.
Nel 2006 interpreta Mandy Bronson in un episodio della serie televisiva Monk e Kristen Shafer nel doppio episodio Finché morte non ci separi della serie The Closer (2007).
Nel gennaio 2008 ritorna nella soap opera General Hospital nel nuovo ruolo di Claudia Zacchara e lo interpreta fino a novembre 2009. Grazie a questo ruolo riceve una nomination agli Emmy Award nel 2010.
Nel 2009 entra nel cast della famosa soap opera Beautiful interpretando il ruolo di Sandy Sommers e Agnes Jones. Agnes, il personaggio interpretato da lei, passa dal cast fisso al ricorrente nel febbraio 2011.
Nel luglio 2011, dopo avere abbandonato il cast ricorrente di Beautiful, firma un contratto per far parte della soap opera I giorni della nostra vita nel ruolo di Madison James. Il debutto del suo nuovo personaggio è avvenuto, negli Stati Uniti, il 4 ottobre 2011. Nell'aprile 2012, è stato annunciato che Sarah Joy Brown lascerà il cast della soap opera per via dei tagli fatti al cast decisi dai produttori dello stesso programma televisivo. Così è avvenuto, il 15 agosto 2012 è stata l'ultima puntata in cui è comparsa Madison James, il personaggio da lei interpretato nella soap, nonostante ciò i produttori de I giorni della nostra vita non hanno escluso un ritorno dell'attrice in futuro.

## Filmografia parziale

### Cinema
- Soldi bruciati - regia di Michael Kennedy (1997)
- Perfect Husband - Il marito perfetto - regia di Roger Young (2005)
- Heart of the Beholder - regia di Ken Tipton (2005)
- FBI: Operazione tata (Big Momma's House 2) - regia di John Whitesell (2006)
- La lampada dei desideri (The Lamp) - regia di Tracy Trost (2011)

### Televisione
- VR Troopers – serie TV, 43 episodi (1994-1995)
- Power Rangers: Zeo – serie TV, 3 episodi (1996)
- General Hospital – soap opera, 416 episodi (1996-2009)
- Mysterious Ways – serie TV, 3 episodi (2001)
- Birds of Prey – serie TV, 1 episodio (2002)
- For the People – serie TV, 1 episodio (2003)
- Senza traccia (Without a Trace) – serie TV, 2 episodi (2003-2005)
- 10-8: Officers on Duty – serie TV, 2 episodi (2003)
- The Lyon's Den – serie TV, 1 episodio (2003)
- Crossing Jordan – serie TV, 1 episodio (2004)
- Dragnet – serie TV, 1 episodio (2004)
- Squadra Med - Il coraggio delle donne (Strong Medicine) – serie TV, 1 episodio (2004)
- Così gira il mondo (As the World Turns) – soap opera, 17 episodi (2004-2005)
- Cold Case - Delitti irrisolti (Cold Case) – serie TV, 5 episodi  (2005)
- Detective Monk (Monk) – serie TV, episodio 5x10 (2006)
- The Closer – serie TV, 2 episodi (2007)
- K-Ville - serie TV, 1 episodio (2007)
- Cinque amiche e un ricatto – film TV (2007)
- Beautiful - soap opera, 113 episodi (2009-2011)
- Castle - Detective tra le righe (Castle) – serie TV, episodio 2x14 (2010)
- Flashpoint – serie TV, 1 episodio (2011)
- I giorni della nostra vita (Days of Our Lives) – soap opera, 92 episodi (2011-2012)
- CSI - Scena del crimine (CSI: Crime Scene Investigation) – serie TV, 1 episodio (2012)

## Doppiatrici italiane
Nelle versioni in italiano delle opere in cui ha recitato, Sarah Brown è stata doppiata da:
- Debora Magnaghi in VR Troopers
- Elda Olivieri in Power Rangers Zeo
- Francesca Fiorentini in Cold Case - Delitti irrisolti
- Roberta Pellini in The Closer
- Carmen Iovine in FBI: Operazione tata
- Stella Gasparri in Code Black